# Cramans
Cramans é uma comuna francesa na região administrativa de Borgonha-Franco-Condado, no departamento de Jura. Estende-se por uma área de 8,13 km². Em 2010 a comuna tinha 533 habitantes (densidade: 65,6 hab./km²).